# Spongiforma squarepantsii
Spongiforma squarepantsii es el nombre científico de una seta (hongo de varios centímetros) de la familia Boletaceae. Descubierta en Malasia, fue descrita para la ciencia en 2011. Produce esporocarpos parecidos a esponjas de 10 cm de ancho por 7 cm de alto. Como una esponja real, ve reducido su tamaño si se la estruja. Las esporas, producidas en la superficie de los agujeros de la esponja, son de forma almendrada con superficies rugosas, midiendo de 10-12.5 hasta 6-7 micrómetros. El nombre del hongo deriva del personaje animado Bob Esponja (SpongeBob SquarePants en inglés). S. squarepantsii es una de las dos especies pertenecientes a Spongiforma; difiere de S. thailandica en su color, olor, y estructura de las esporas.

## Taxonomía y clasificación
La especie fue descrita científicamente por vez primera en mayo de 2011 en la revista Mycologia, por los micólogos Dennis E. Desjardin, Kabir Peay, y Thomas Bruns. La descripción se basó en dos especímenes colectados por Bruns en 2010 en el Parque nacional de Bukit Lambir, en Sarawak, Malasia. La primera aparición en la literatura de esta especie en un estudio sobre hongos ectomicorrizas  en un bosque lluvioso tropical de dipterocarpáceos en el Parque Nacional de Bukit Lambir, aunque no fue formalmente descrito en esta publicación. Debido a su forma inusual, Desjardin y sus colegas estaban inicialmente indecisos de si la nueva especie fuera un miembro de Basidiomycota o Ascomycota. Análisis posteriores mostraron que la especie debía ser incluida en Spongiforma, un género que había sido descrito hace poco en los bosques dipterocarpáceos de Tailandia en 2009. La similitud entre los especímenes recolectados en Borneo y  Spongiforma thailandica fueron confirmadas mediante análisis moleculares de ADN, que mostraron un 98% de similitudes entre el ADN ribosomal de las dos.
El nombre del género Spongiforma hace referencia a la similitud de los esporocarpos con las esponjas, mientras que el Epíteto específico squarepantsii denota la semejanza con el personaje animado Bob Esponja. Adicionalmente, los autores notaron que el himenio, cuando era observado por medio de un microscopio electrónico de barrido, se asemejaba de alguna forma a  un "fondo marino cubierto con esponjas tubo, lo que recuerda al hogar de Bob Esponja". Aunque el epíteto fue originalmente rechazado por los editores de la revista Mycologia denominándolo como "frívolo", Desjardin y sus colegas insistieron en que "podemos nombrarlo de la manera que queramos".

## Descripción
El basidiocarp de Spongiforma squarepantsii es de un color naranja brillante,  de forma más o menos esférica u ovalada con medidas de 3-5 cm de ancho y 2-3 cm de largo. Aunque carece de estipe, tiene un columela rudimentaria, un pequeño cordón de tejido estéril que se extiende hasta el centro del cuerpo del basidiocarpo. La superficie de este tiene surcos profundos y pliegues que recuerdan a un cerebro. Es esponjosa y elástica, cuando se exprime recupera su tamaño original. La superficie tiene cavidades (lóculos) relativamente grandes, alineados con el tejido fértil productor de esporas. Las esporas miden entre 2 y 10 mm de diámetro. Las crestas de los nichos son de color naranja pálido ciliados (con proyecciones similares a pelos). Su olor fue descrito como "vagamente frutal o fuertemente a rancio". El tejido del hongo se vuelve púrpura cuando una gota al hidróxido de potasio ([[Hidróxido de potasio#Micología|KOH]]) es aplicado. En masa, las esporas son de color marrón rojizo o de un profundo color caoba. la comestibilidad de los carpos es desconocida.

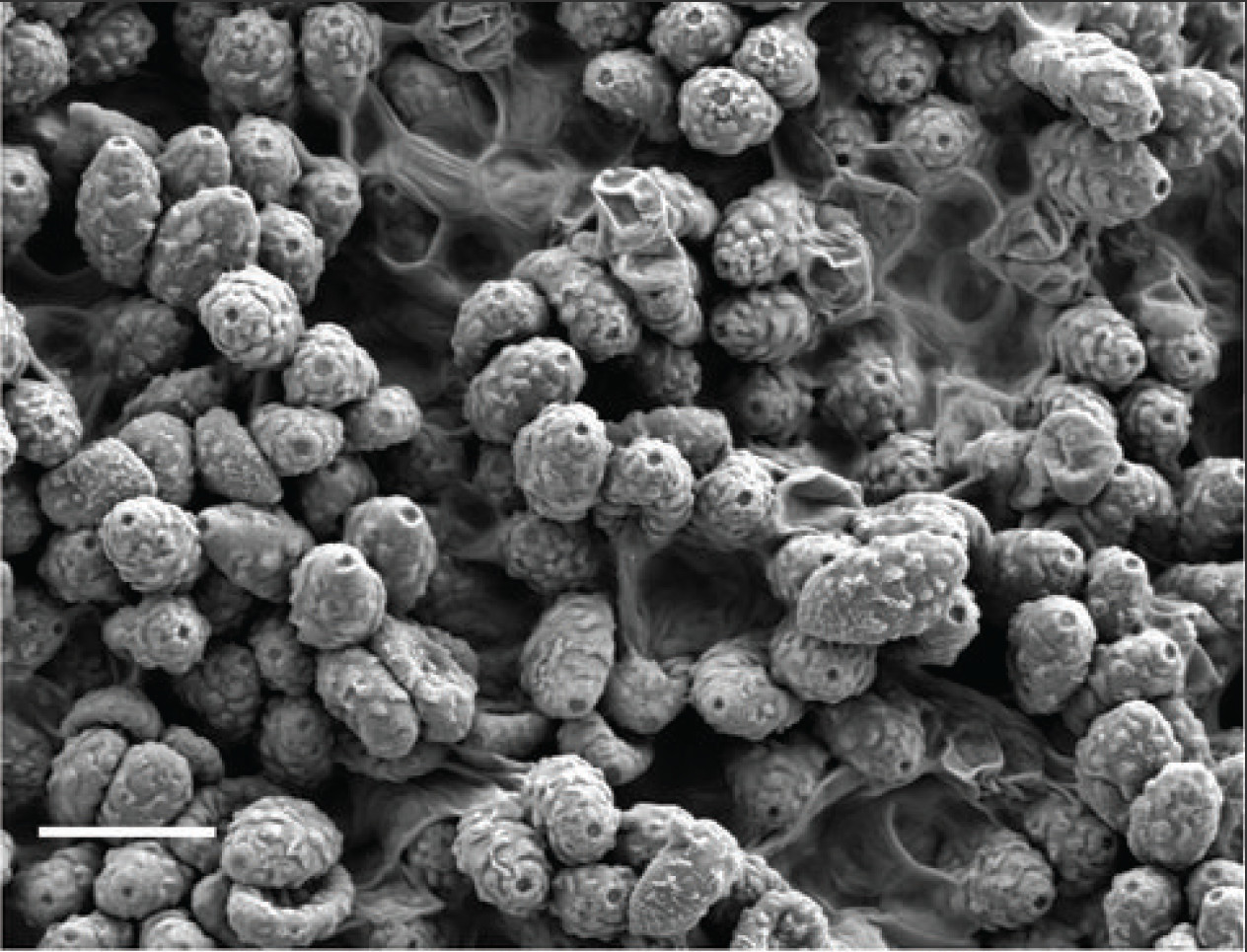
Micrografía electrónica de barrido del himenio mostrando las esporas verrugosas con el poro prominente. Escala: 10 μm

La esporas con forma de almendra miden típicamente 10–12.5 por 6–7 μm con paredes gruesas de 0.5–1.2 μm. Tienen un pequeño apículo central (un área deprimida donde la espora se adhiere al basidio por medio del esterigma). Cuando se monta en agua destilada, tienen una superficie verrugosa gruesa y toman un color marrón oxidado. En una solución de [[Hidróxido de potasio#Micología|KOH]] al 3%, las esporas son de un pálido color lila grisáceo, y la superficie de la ornamentación forma pústulas inflamadas que se desprenden y se disuelven. La contacto con el Reactivo de Melzer las esporas se vuelven de un color marrón rojizo y son cianofílicas (rojas en acetocarmina). Los basidios tienen forma de bastón y con cuatro esporas de esterigmas de hasta 9.5 μm de largo.

### Especies similares
Está relacionada con la especie Spongiforma thailandica, descrita por primera vez en 2009, difiere de S. squarepantsii en varias cosas: Tiene carpos más grandes, 5-10 cm de ancho por 4-7 cm| de largo; su gleba es inicialmente de un pálido naranja grisáceo a un gris marrón antes de oscurecerse a marrón rojizo o marrón oscuro; y huele a alquitrán de hulla. Microscópicamente, S. thailandica tiene esporas con verrugas menos prominentes en la superficie.

## Hábitat y distribución
Spongiforma squarepantsii se ha encontrado creciendo en el fondo del Parque Nacional Bukit Lambir  en el estado de Sarawak en Malasia, al norte de Borneo (4°20′N 113°50′E / 4.333, 113.833). Este bosque lluvioso tropical recibe cerca de  3000 mm de lluvia por año, con un promedio de temperatura en el rango de 24 a 32 °C. Su estructura le permite rápidamente readquirir agua del ambiente. El olor distintivo de la especie puede indicar que la dispersión de las esporas es mediada por animales.